# Калиновский, Сергей Артурович
Сергей Артурович Калиновский (2 мая 1975 года — 2001 год) — журналист, жертва нераскрытого убийства.

## Биография
К началу 2000-х годов занимал должность главного редактора газеты «Московский комсомолец — Смоленск», также работал на телевидении и радио. Вёл передачи «Бодрый вечер» на радио СТ, «Смоленская неделька» на телеканале «SCS» и «Криминариум» на телеканале «ТВ-30». Газета «Московский комсомолец — Смоленск» в годы его руководства публиковала материалы на криминальные и политические темы.
В конце марта 2001 года по неизвестной причине загорелась квартира Калиновского. 26 марта пресс-центр Смоленской областной администрации сообщил, что глава администрации резко осудил «подлые методы психологического воздействия на журналистов и расправы с ними за распространение неугодной кому-то информации», однако расследовавшие инцидент специалисты пришли к выводу, что поджог не имел места быть. Сам Калиновский также не был полностью уверен в поджоге.
14 декабря 2001 года Калиновский ушёл из дома и не вернулся. Перед уходом он сообщил родителям, что идёт на встречу и вернётся поздно. В сопровождении зашедшего за ним молодого человека Калиновский пошёл в направлении магазина «Океан» на улице Николаева. Больше журналиста никто не видел. Первоначально его коллеги пытались разыскать Калиновского своими силами, а затем обратились в правоохранительные органы.
1 апреля 2002 года труп Калиновского был обнаружен на берегу одного из озёр в Смоленском районе. На его теле были обнаружены многочисленные ушибы и раны. Убийство так и не было раскрыто, уголовное дело неоднократно открывалось и закрывалось.
Похоронен на Новом кладбище Смоленска.